# Brooke Foss Westcott
Brooke Foss Westcott (Birmingham, 12 gennaio 1825 – Bishop Auckland, 27 luglio 1901) è stato un biblista e teologo britannico.
Presbitero anglicano, divenne vescovo di Durham.

## Biografia e carriera
Dopo avere studiato a Birmingham alla King Edward's School, Wescott si iscrisse nel 1844 al Trinity College a Cambridge e conseguì il Bachelor of Arts nel gennaio 1848. Maturata la vocazione ecclesiastica, nel 1851 fu ordinato prete anglicano. Dopo l'ordinazione lasciò Cambridge, si sposò, si trasferì a Londra e divenne vice preside all'Harrow School. Westcott si dedicò ad approfondire il Nuovo Testamento e riuscì a conciliare i suoi doveri scolastici con gli studi teologici e la scrittura e pubblicazione di libri. Rimase all'Hallow School per quasi vent'anni  e divenne preside della scuola. Nel 1870 fu nominato professore di Divinity all'Università di Cambridge, incarico che ricoprì per vent'anni. Nel 1884 divenne anche canonico dell'Abbazia di Westminster. Nel 1890 fu nominato vescovo di Durham, incarico che ricoprì fino alla morte.

## Libri pubblicati
- Elements of the Gospel Harmony (1851)
- History of the Canon of First Four Centuries (1853)
- Characteristics of Gospel Miracles (1859)
- Introduction to the Study of the Gospels (1860)
- The Bible in the Church (1864)
- The Gospel of the Resurrection (1866)
- Christian Life Manifold and One (1869)
- Some Points in the Religious Life of the Universities (1873)
- Paragraph Psalter for the Use of Chotrs (1879)
- Commentary on the Gospel of St John (1881)
- Commentary on the Epistles of St John (1883)
- Revelation of the Risen Lord (1882)
- Revelation of the Father (1884)
- Some Thoughts from the Ordinal (1884)
- Christus Consummator (1886)
- Social Aspects of Christianity (1887)
- The Victory of the Cross: Sermons in Holy Week (1888)
- Commentary on the Epistle to the Hebrews (1889)
- From Strength to Strength (1890)
- Gospel of Life (1892)
- The Incarnation and Common Life (1893)
- Some Lessons of the Revised Version of the New Testament (1897)
- Christian Aspects of Life (1897)
- Lessons from Work (1901)